# Gilly Flaherty
Gilly Louise Scarlett Flaherty (født 24. august 1991) er en kvindelig engelsk fodboldspiller, der spiller som forsvar for engelske West Ham United i FA Women's Super League. Hun spiller normalt i center-back og repræsenterede England på ungdomsniveau, før hun debuterede på landsholdet i oktober 2015.
Hun skrev i Juni 2018, under med den engelske FA Women's Super League-klub West Ham United.
Hun er anfører i West Ham United F.C. Women.

## Privatliv
I december 2018 offentliggjorde Flaherty, at hun er lesbisk og er sammen med sin partner Lily.